# Burgos-BH
O Burgos-BH (código UCI: BBH) é uma equipa ciclista profissional espanhola, de categoria UCI ProTeam, com sede principal em Burgos. Participa nas divisões de ciclismo de estrada UCI ProSeries, e os Circuitos Continentais da UCI, correndo assim mesmo naquelas corridas do circuito UCI WorldTour às que é convidado.
A equipa está patrocinada pelo patronato de turismo da Deputação Provincial de Burgos e desde 2012 também pela BH, que já tinha colaborado com a equipa sendo o fornecedor de bicicletas.
Na temporada de 2018 a equipa sobe de categoria UCI e passa a Continental Profissional (2° divisão) podendo participar mediante convite na Volta a Espanha.

## História
A equipa actual tem suas origens na equipa de aficionados CROPUSA.
Em novembro de 2004, o Cropusa encabeçava o ranking nacional nas categorias elite e sub-23, mais tarde em 2006 inscreveu-se baixo o nome Viña Magna-Cropu,como equipa de categoria Continental. Entre seus corredores encontrava-se Sergio Pardilla, quem nesse ano ganharia uma etapa do Tour de l'Avenir.
Em 2008 produziu-se uma mudança de patrocinador, com a entrada da Deputação Provincial de Burgos. Assim, a equipa passou a se denominar Burgos Monumental, com o objectivo de promover a zona com fins turísticos além de impulsionar o ciclismo local.
Em 2010 a Deputação burgalesa decidiu mudar a marca utilizada até então, passando a denominar-se Burgos 2016 para promover a candidatura da cidade para obter a Capital Europeia da Cultura em 2016.
O director da equipa é Julio Andrés Izquierdo, que tem um trabalho próprio aparte do que realiza na formação.

## Problemas de dopagem
Em novembro de 2018 a União Ciclista Internacional (UCI) sancionou à equipa com um período de 45 dias por ter registado três casos de dopagem num período de 12 meses dos corredores espanhóis David Belda, Igor Merino e Ibai Salas.

## Corredor melhor classificado nas Grandes Voltas
| Ano  | Giro d'Italia | Tour de France | Volta a Espanha    |
| ---- | ------------- | -------------- | ------------------ |
| 2006 | -             | -              | -                  |
| 2007 | -             | -              | -                  |
| 2008 | -             | -              | -                  |
| 2009 | -             | -              | -                  |
| 2010 | -             | -              | -                  |
| 2011 | -             | -              | -                  |
| 2012 | -             | -              | -                  |
| 2013 | -             | -              | -                  |
| 2014 | -             | -              | -                  |
| 2015 | -             | -              | -                  |
| 2016 | -             | -              | -                  |
| 2017 | -             | -              | -                  |
| 2018 | -             | -              | 83.º José Mendes   |
| 2019 | -             | -              | 104.º Jetse Bol    |
| 2020 | -             | -              | 43.º Ángel Madrazo |

## Material ciclista
A equipa utiliza bicicletas BH. A equipa é vestida pela marca de roupa espanhola Mobel Sport

## Sede
A equipa tem a sua sede em Burgos (C/ Arenales 34).

## Classificações UCI

Ciclistas do Burgos 2016-Castela e Leão ascendendo ao alto de San Juan do Monte em Miranda de Ebro (Volta a Burgos de 2011).

A partir de 2005 a UCI instaurou os Circuitos Continentais da UCI, onde a equipa está desde que se criou em 2006, registado dentro do UCI Europe Tour. Estando nas classificações do UCI Europe Tour Ranking e UCI América Tour Ranking. As classificações da equipa e do seu ciclista mais destacado são as seguintes:
| Temporada                | Classificação por equipas | Melhor corredor na classificação individual | Posição |
| 2005-2006 (Europe Tour)  | 41.º                      | Carlos Torrent                              | 65.º    |
| 2006-2007 (America Tour) | 26.º                      | Víctor Manuel Gómez                         | 150.º   |
| 2006-2007 (Europe Tour)  | 46.º                      | Jaume Rovira                                | 249.º   |
| 2007-2008 (America Tour) | 36.º                      | Joaquín Sobrinho                            | 183.º   |
| 2007-2008 (Europe Tour)  | 44.º                      | Sergio Pardilla                             | 40.º    |
| 2008-2009 (America Tour) | 12.º                      | Byron Guamá                                 | 13.º    |
| 2008-2009 (Europe Tour)  | 78.º                      | Joaquín Sobrinho                            | 229.º   |
| 2009-2010 (America Tour) | 7.º                       | Gregory Brenes                              | 26.º    |
| 2009-2010 (Europe Tour)  | 57.º                      | Andrés Avelino Antuña                       | 246.º   |
| 2010-2011 (Africa Tour)  | 18.º                      | Jacques Janse Van Rensburg                  | 125.º   |
| 2010-2011 (Europe Tour)  | 88.º                      | David Belda                                 | 556.º   |
| 2011-2012 (Europe Tour)  | 99.º                      | Moisés Dueñas                               | 402.º   |
| 2012-2013 (Europe Tour)  | 101.º                     | Moisés Dueñas                               | 529.º   |
| 2012-2013 (Asia Tour)    | 31.º                      | Lluís Mas                                   | 83.º    |
| 2013-2014 (America Tour) | 36.º                      | David Belda                                 | 273.º   |
| 2013-2014 (Europe Tour)  | 42.º                      | David Belda                                 | 32.º    |
| 2013-2014 (Asia Tour)    | 26.º                      | Juan José Oroz                              | 37.º    |
| 2015 (Europe Tour)       | 81.º                      | David Belda                                 | 144.º   |
| 2016 (Europe Tour)       | 87.º                      | Pablo Torres                                | 509.º   |
| 2017 (Europe Tour)       | 62.º                      | David Belda                                 | 449.º   |
| 2017 (America Tour)      | 37.º                      | Óscar Quiroz                                | 99.º    |
| 2018 (Europe Tour)       | 67.º                      | Diego Rubio                                 | 484.º   |
| 2018 (Asia Tour)         | 78.º                      | Daniel López                                | 218.º   |
| 2019 (Europe Tour)       | 40.º                      | Ángel Madrazo                               | 381.º   |
| 2020 (Europe Tour)       | 32.º                      | Diego Rubio                                 | 318.º   |

## Palmarés
Para anos anteriores, veja-se Palmarés do Burgos-BH

### Palmarés 2021

#### UCI WorldTour
| Datas | Corridas | Ganhador |

#### UCI ProSeries
| Datas | Corridas | Ganhador |

#### Circuitos Continentais da UCI
| Datas | Corridas | Ganhador |

#### Campeonatos nacionais
| Datas | Corridas | Ganhador |

## Elenco
Para anos anteriores, veja-se Elencos da Burgos-BH

### Elenco de 2021
| Nome                     | Nascimento | Nacionalidade | Equipa de 2020                 |
| Mario Aparicio           | 23/04/2000 | Espanha       | Neo (Gomur-Cantábria Infinita) |
| Edwin Ávila              | 21/11/1989 | Colômbia      | Israel Cycling Academy         |
| Jetse Bol                | 08/09/1989 | Países Baixos | Burgos-BH                      |
| Óscar Cabedo             | 12/11/1994 | Espanha       | Burgos-BH                      |
| Carlos Canal             | 28/06/2001 | Espanha       | Burgos-BH                      |
| Isaac Cantón             | 13/06/1996 | Espanha       | Burgos-BH                      |
| Jesús Ezquerra           | 30/11/1990 | Espanha       | Burgos-BH                      |
| Ángel Fontes             | 05/11/1996 | Espanha       | Burgos-BH                      |
| Victor Langellotti       | 07/06/1995 | Mónaco        | Burgos-BH                      |
| Juan Antonio López-Cózar | 20/08/1994 | Espanha       | Manuela Fundação Bike Team     |
| Ángel Madrazo            | 30/07/1988 | Espanha       | Burgos-BH                      |
| Alex Molenaar            | 13/07/1999 | Países Baixos | Burgos-BH                      |
| Gabriel Muller           | 04/12/1985 | França        | Cambodia Cycling Academy       |
| Dani Navarro             | 18/07/1983 | Espanha       | Israel Start-Up Nation         |
| Ander Okamika            | 02/04/1993 | Espanha       | Neo (Netllar Telecom-ALÉ)      |
| Felipe Orts              | 01/04/1995 | Espanha       | Neo (GSport Velofutur)         |
| Juan Felipe Osorio       | 30/01/1995 | Colômbia      | Burgos-BH                      |
| Manuel Peñalver          | 10/12/1998 | Espanha       | Burgos-BH                      |
| Diego Rubio              | 13/06/1991 | Espanha       | Burgos-BH                      |
| Pelayo Sánchez           | 27/03/2000 | Espanha       | Neo (Gomur-Cantábria Infinita) |
| Willie Smit              | 29/12/1992 | África do Sul | Burgos-BH                      |
| Jaume Sureda             | 25/07/1996 | Espanha       | Burgos-BH                      |

1. ↑  Desde 12 de março
2. ↑  Até a 29 de janeiro

Stagiaires

Desde 1 de agosto, os seguintes corredores passaram a fazer parte da equipa como stagiaires (aprendizes à prova).
| Corredor        | Nascimento | Nacionalidade | Equipa 2021     |
| --------------- | ---------- | ------------- | --------------- |
| Rodrigo Álvarez | 24/08/1999 | Espanha       |                 |
| Adrià Moreno    | 19/08/1991 | Espanha       | Team Vorarlberg |